# Stellaria serpens
Stellaria serpens är en nejlikväxtart som beskrevs av Pierfelice Ravenna. Stellaria serpens ingår i släktet stjärnblommor, och familjen nejlikväxter. Inga underarter finns listade i Catalogue of Life.